# 聖アントワーヌの誘惑
『聖アントワーヌの誘惑』（せいアントワーヌのゆうわく、La Tentation de saint Antoine）は、ギュスターヴ・フローベールの文学作品。着想から30年近い歳月をかけて1874年に刊行された。紀元3世紀の聖者アントワーヌ（アントニウス）が、テーベの山頂の庵で一夜にして古今東西の様々な宗教・神話の神々や魑魅魍魎の幻覚を経験した後、生命の始原を垣間見、やがて昇り始めた朝日のなかにキリストの顔を見出すまでを絵巻物のように綴っていく幻想的な作品で、対話劇のかたちをとった散文詩のような形式で書かれている。
もともとこの主題は幼少時に人形劇を見るなどしてフロベールが親しんでいたものであったが、直接の着想は1845年、ジェノヴァのバルビ宮殿でピーテル・ブリューゲルの手による『聖アントニウスの誘惑』を見て感銘を受けたことで得られたものであった。しかし3年の歳月を経て書かれた第一稿（500枚）を友人のマクシム・デュ・カン、ルイ・ブイエの前で4日にわたって朗読すると酷評を受け、発表を断念せざるを得なくなった。この際のルイ・ブイエによる、もっと卑近な題材を選ぶようにとの忠告を聞き入れたことがきっかけで生まれたのが『ボヴァリー夫人』（1856年）である。
しかしフロベールはこの題材を捨てきれず、『ボヴァリー夫人』完成直後にふたたび『聖アントワーヌ』に着手した。この第二稿は初稿を200枚程度に凝縮したものであったが、原稿を見せたゴーティエに酷評され、『アルティスト』に掲載した断章も評判を得られなかったため、これも出版を諦めざるを得なかった。みたび『聖アントワーヌ』が着手されるのは『サランボー』『感情教育』を送り出し、友人ルイ・ブイエが世を去った後の1869年であり、このときの改稿で過度にロマン主義的な詠嘆調が排除され客観的な描写法に書き改められた。
第三稿は1872年に脱稿したが、小説の枠を超えた特異な形式のために出版元を探すのに時間がかかり、2年後の1874年になってシャルパンチエ書店から刊行された。フロベール自身が「私の全生涯の作品」と称したこの作品は売れ行きは好調であったものの、その反面当時の批評家からの評価は芳しくなく、各紙でゲーテの『ファウスト』の二番煎じであるといった酷評に晒された。
なお後年、オディロン・ルドンが版画で本作の連画を行った。